# Momordica enneaphylla
Momordica enneaphylla là một loài thực vật thuộc họ Cucurbitaceae. Loài này có ở Cameroon, Cộng hòa Dân chủ Congo, và Gabon. Môi trường sống tự nhiên của chúng là rừng ẩm vùng đất thấp nhiệt đới hoặc cận nhiệt đới and subtropical hoặc tropical đầm lầy. Chúng hiện đang bị đe dọa vì mất môi trường sống.